# 卡南加機場
卡南加機場（IATA代碼：KGA，ICAO代碼：FZUA）是一座位於剛果民主共和國南部城市卡南加的機場，其主要民航業務為剛果民主共和國之國內航線。

## 航空公司與目的地
| 航空公司     | 目的地             |
| ------------ | ------------------ |
| 剛果第一航空 | 金夏沙、牡布麻衣   |
| 馬列夫航空   | 金夏沙             |
| 溫比迪辣航空 | 牡布麻衣、盧本巴希 |